# Península de Rhuys
A península de Rhuys (em francês:  Presqu'île de Rhuys, em bretão:  Gourenez Rewiz) é uma península no departamento de Morbihan, no noroeste da França. A prenínsula de Rhuys fecha a sul o golfo de Morbihan.
O linguista Léon Fleuriot explica o topónimo Rhuys, que designava no século VI um pagus (usando o termo Reuuisii pagus) pelo velho-bretão *Ro-Wid-T que significa «de bela aparência». O nome pode ser um antropónimo.

A península de Rhuys fecha a sul o golfo de Morbihan.

## Situação geográfica
A península de Rhuys é uma península de terra unida à costa sul da Bretanha que fecha a sul o golfo de Morbihan e fica frente à península de Quiberon e a numerosas ilhas costeiras que salpicam o golfo, como Houat e Hoëdic.

## Geografia física
A sua forma é parecida com um retângulo maciço que se estende na direção este-oeste. A área total das cinco comunas (há quem defenda que se podia acrescentar Le Hézo e Noyalo) aproxima-se de 105 km². Este conjunto pertence aos relevos antigos da Bretanha Sul, que consistem principalmente em solos cristalinos (granito e xisto). A península de Rhuys integra um conjunto que inclui as montanhas Negras, as Landes de Lanvaux, o Sillon de Bretagne e as ilhas marítimas (Belle-Île-en-Mer, Houat, Hoëdic, île Dumet...), e desenha um arco de montanhas paralelas à costa.

## Comunas
A península tem cinco comunas:
- Sarzeau, a maior (62 % da área da península) e a capital do cantão;
- Arzon, que inclui Le Crouesty e Port-Navalo;
- Saint-Armel, separada de Sarzeau no século XIX;
- Saint-Gildas-de-Rhuys;
- Le Tour-du-Parc, separada de Sarzeau no século XIX.